# Wanamaker's
Wanamaker's, nombre con el que se conocía popularmente a la empresa John Wanamaker Department Store, fue uno de los primeros grandes almacenes de los Estados Unidos. Fundada por John Wanamaker en Filadelfia, la compañía ejerció una considerable influencia en el desarrollo del comercio minorista en Norteamérica, siendo la primera tienda en utilizar etiquetas con el precio de sus productos. Su modelo de negocio se caracterizaba por el elevado número de trabajadores dedicados a la atención del público.
En su apogeo a principios del siglo XX, también contaba con una tienda en la ciudad de Nueva York, situada en la intersección de Broadway con la calle 9, y a finales del siglo XX, la compañía contaba con 16 tiendas. Sin embargo, después de años de sucesivos cambios, Albert Taubman compró la cadena y la agregó a Woodward & Lothrop, los grandes almacenes de Washington D. C. que había adquirido anteriormente. En 1994, Woodies, como se conocía al grupo de Taubman, se declaró en quiebra. Sus activos fueron adquiridos por May Company Department Stores y J. C. Penney. En 1995, Wanamaker's pasó a depender de Hecht's, una de las marcas de la May Company. En 2006, el Macy's Center City se convirtió en el ocupante del antiguo edificio de Wanamaker's en Filadelfia, que actualmente goza de la consideración de Hito Histórico Nacional.

## Historia

### Inicios

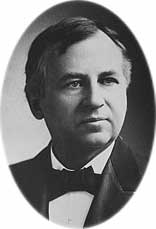
John Wanamaker

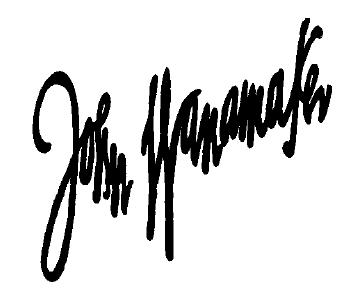
El logo de la compañía, modelado según la firma de John Wanamaker

John Wanamaker nació en Filadelfia, Pensilvania, en 1838. Debido a una tos persistente, no pudo unirse al Ejército de los Estados Unidos para luchar en el Guerra de Secesión, por lo que comenzó una carrera en los negocios. En 1861, junto con su cuñado Nathan Brown, fundó una tienda de ropa para hombres en Filadelfia llamada Oak Hall. Wanamaker continuó el negocio en solitario después de la muerte de Brown en 1868. Ocho años después, Wanamaker compró el antiguo edificio abandonado de la estación del Ferrocarril de Pennsylvania para usarlo como un nuevo y más grande almacén. El concepto era renovar la terminal para convertirla en una "Gran Tienda" similar al Royal Exchange de Londres o al Halles de París, dos comercios centrales precursores de los grandes almacenes modernos, que eran bien conocidos en Europa en ese momento.

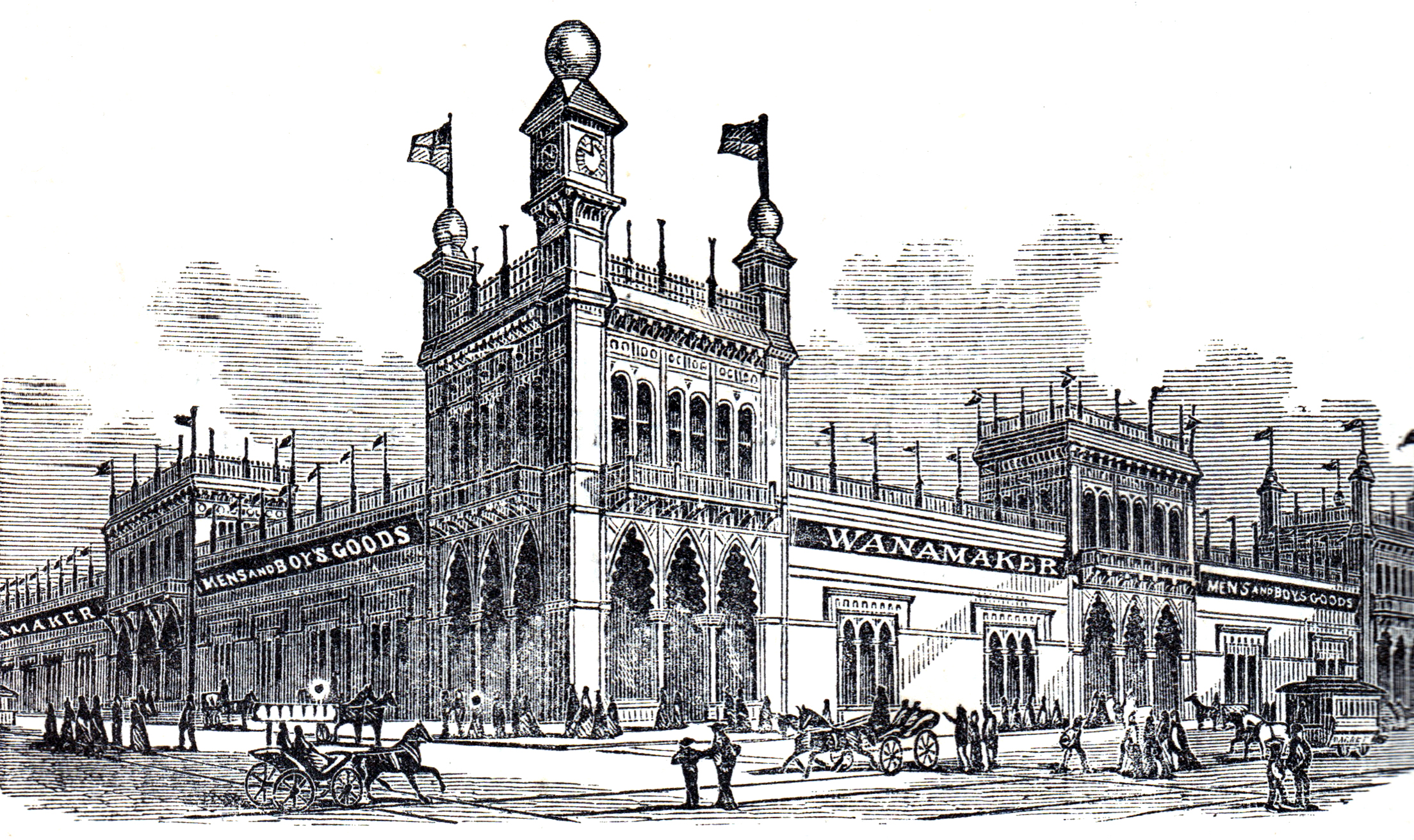
Wanamaker's en 1876

El Gran Almacén de Wanamaker abrió justo a tiempo para atender al público que visitaba Filadelfia para la Exposición del Centenario Estadounidense de 1876 y, de hecho, se parecía a uno de los muchos pabellones de la feria mundial debido a su fantástica nueva fachada morisca. En 1877 se renovó el interior y se amplió para incluir no solo ropa de hombre, sino también ropa de mujer y todo tipo de productos no perecederos. Esta fue la primera tienda por departamentos moderna de Filadelfia y una de las primeras fundadas en Estados Unidos. Se colocó un mostrador circular en el centro del edificio, con 129 mostradores de mercancías a su alrededor. La tienda también aceptaba pedidos por correo, aunque esta actividad no fue un gran negocio hasta principios del siglo XX.

### Comercio minorista por catálogos ilustrados

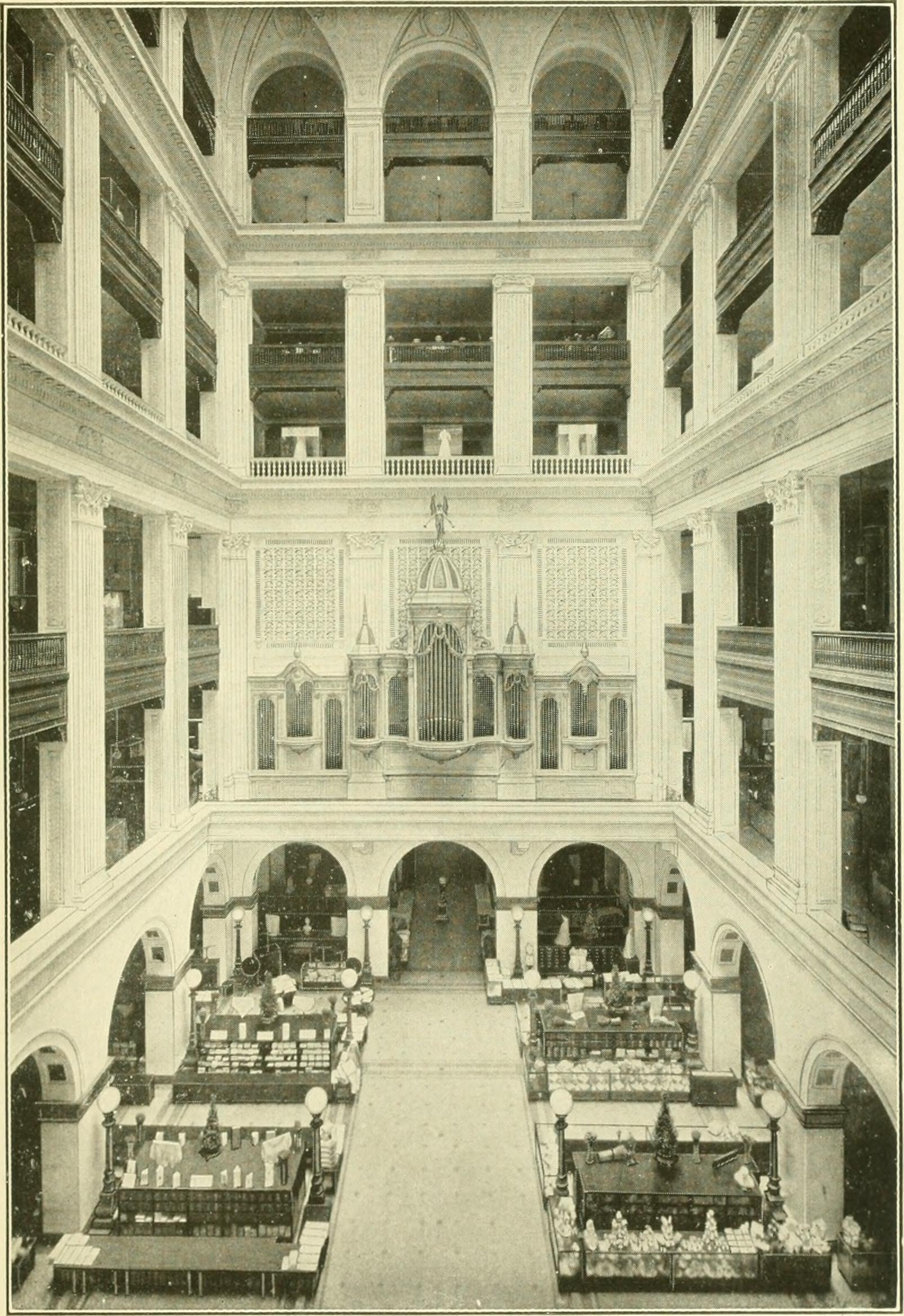
El Grand Court en la tienda de Wanamaker, en Filadelfia, que muestra la hermosa fachada del monumental órgano instalado en el edificio (1917)

Wanamaker pensó por primera vez en cómo gestionar una tienda con nuevos principios cuando, siendo joven, un comerciante rechazó su solicitud de cambiar una compra. Cristiano practicante, decidió no hacer publicidad los domingos. Antes de abrir su Gran Almacén para el negocio minorista, permitió que el predicador Dwight L. Moody usara sus instalaciones como lugar de reunión, facilitando 300 acomodadores pertenecientes al personal de su tienda. Sus anuncios, los primeros con derechos de autor a partir de 1874, mostraban la realidad de sus productos, y destacaban por el cumplimiento de los compromisos que figuraban en ellos.

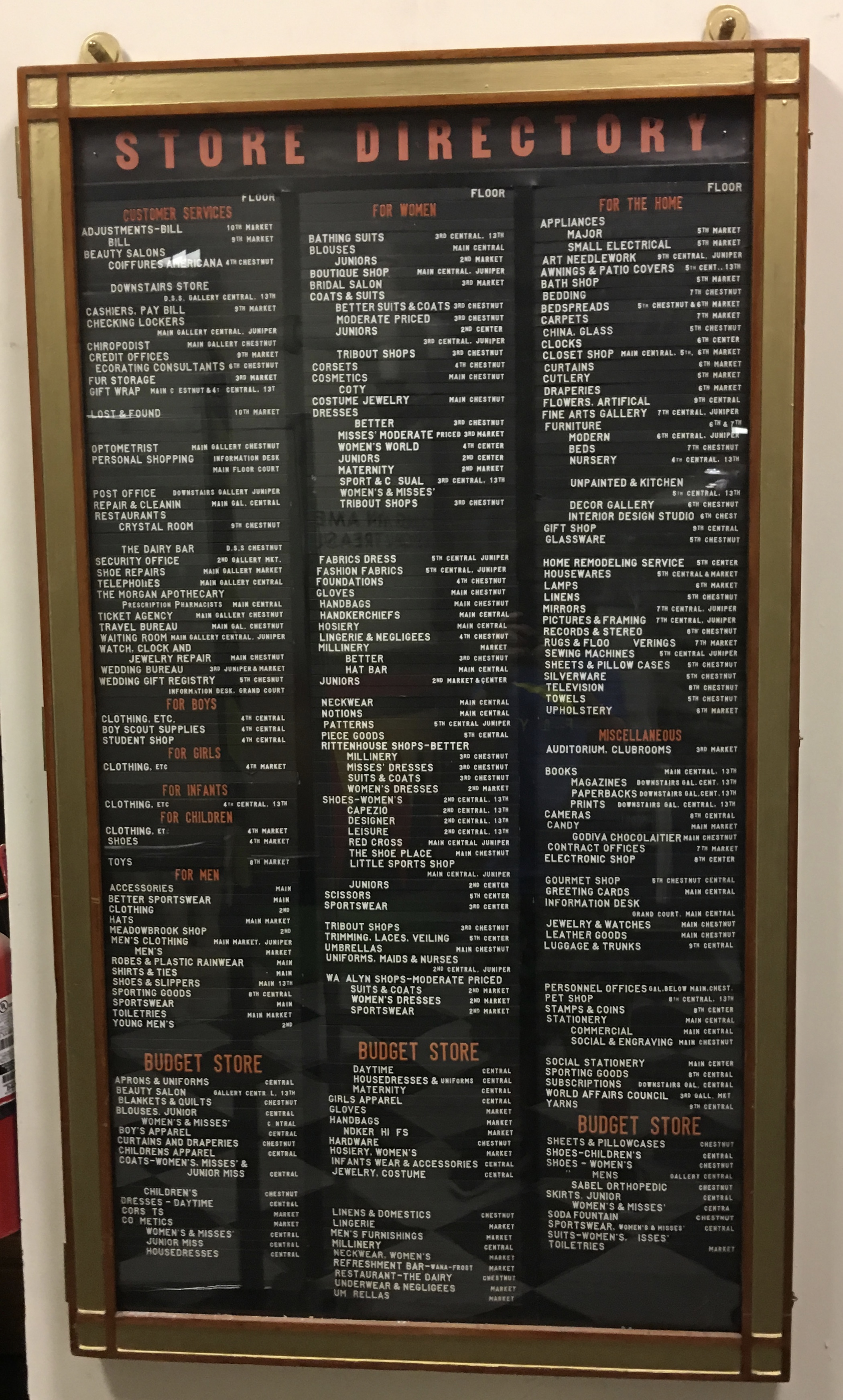
Directorio del almacén

El almacén garantizaba la calidad de la mercancía de sus anuncios, permitía a sus clientes devolver las compras con un reembolso en efectivo y ofreció el primer restaurante ubicado dentro de una tienda por departamentos. Wanamaker también fue el primer comercio en etiquetar el precio de sus productos.
Sus empleados debían ser tratados con respeto por la gerencia (incluyendo no ser reprendidos en público), y la compañía John Wanamaker & Company ofrecía a sus empleados acceso al Instituto Comercial John Wanamaker, así como atención médica gratuita, instalaciones recreativas, planes de participación en las ganancias y pensiones, mucho antes de que este tipo de beneficios se considerara estándar en el empleo empresarial.

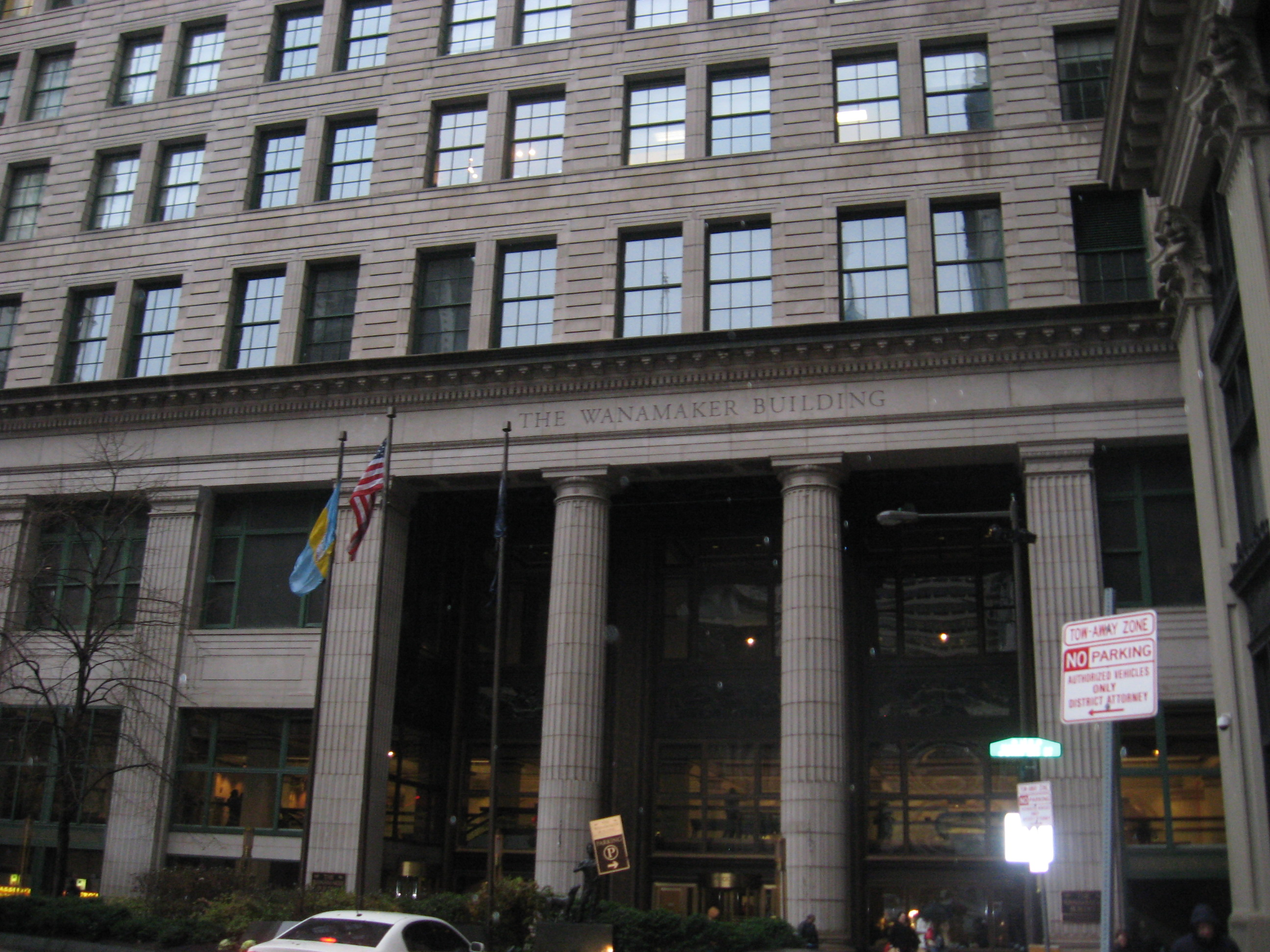
Wanamaker's desde South Penn Square

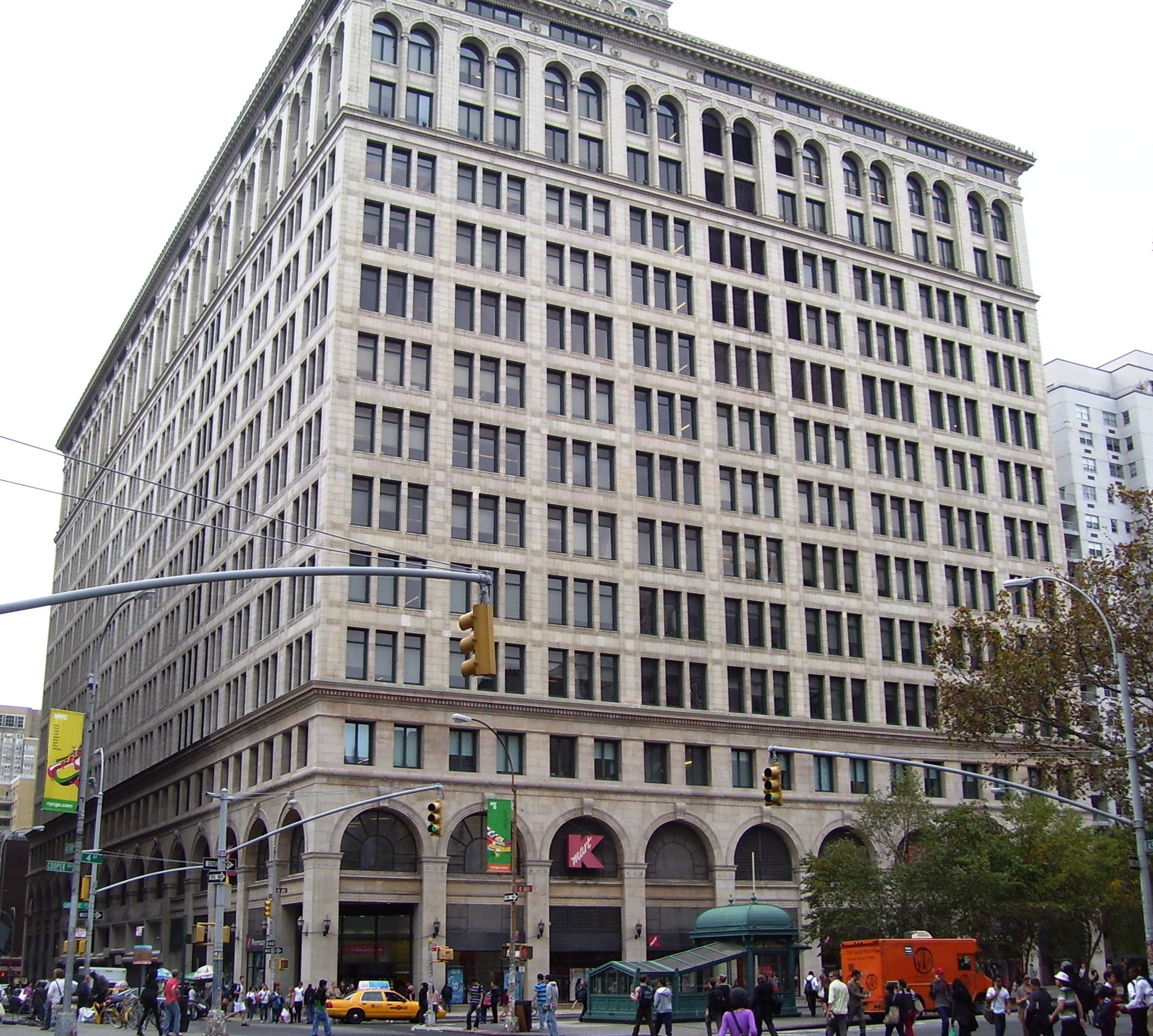
El segundo Wanamaker's, en el 770 Broadway, Nueva York

La innovación y las "primicias" marcaron a Wanamaker. Se convertiría en la primera tienda por departamentos con iluminación eléctrica (1878), la primera tienda con teléfono (1879) y la primera tienda en instalar tubos neumáticos para el transporte de efectivo y documentos (1880).
Wanamaker's encargó a un artista de Filadelfia, George Washington Nicholson (1832-1912), que pintara un gran mural paisajístico, "The Old Homestead", que se terminó en marzo de 1892. El mural, de 7 por 14 pies (2,1 por 4,3 m) todavía era propiedad de Wanamaker's en 1950, pero desde entonces pasó a pertenecer a una colección privada.
En 1910, Wanamaker reemplazó su Grand Almacén en etapas sucesivas, y construyó una nueva estructura especialmente diseñada en el mismo emplazamiento del centro de Filadelfia. La nueva tienda, construida en estilo florentino con paredes de granito por el arquitecto Daniel Burnham de Chicago, tenía 12 pisos (nueve para el comercio minorista), numerosas galerías y dos niveles inferiores, con un total de casi 2 000 000 pies cuadrados (18 581 000 dm²). El palaciego emporio incluía el órgano Wanamaker, procedente de la Feria Mundial de San Luis, por entonces uno de los más grandes del mundo. Se instaló en el atrio central revestido de mármol de la tienda, conocido como Grand Court. Otro artículo de la Feria de San Luis instalado en el mismo espacio es una gran águila de bronce, que rápidamente se convirtió en el símbolo de la tienda y en el lugar de encuentro favorito de los compradores. Simplemente con decir "Nos vemos en El Águila", ya se sabía a dónde ir. La tienda fue inaugurada por el presidente de los Estados Unidos William Howard Taft el 13 de diciembre de 1911.
A pesar de su tamaño, el órgano se consideró insuficiente para llenar el Grand Court con su música. Wanamaker respondió reuniendo su propio personal de constructores de órganos, ampliándolo varias veces durante un período de años. El "Órgano Wanamaker" es el órgano de tubos en pleno funcionamiento más grande del mundo, con unos 28.750 tubos. Es famoso por la delicada belleza orquestal de su tono, así como por su increíble potencia. Todavía ocupa su lugar en la tienda hoy en día y se llevan a cabo recitales gratuitos dos veces al día excepto los domingos. Los visitantes también pueden ver de cerca la consola del órgano y reunirse con el personal después de los recitales. Una vez al año, generalmente en junio, se lleva a cabo el "Wanamaker Organ Day", que es un recital gratuito que dura la mayor parte del día.
La noticia del hundimiento del Titanic se transmitió a la estación de comunicaciones inalámbricas de Wanamaker en Nueva York y se comunicó desde allí a las multitudes ansiosas de noticias que esperaban afuera, otra novedad más para una tienda minorista estadounidense. Los villancicos públicos de Navidad en el Grand Court de la tienda comenzaron en 1918.
En 1919,el periódico español El Mundo publicó que su tienda en Nueva York, que contaba con 100 departamentos especiales, todos bajo un mismo techo, contaba con un Departamento de Servicio Personal para Latino-Americanos.
Entre otras innovaciones figuró el empleo de compradores para viajaban a Europa cada año para conocer las últimas modas, el primer White sale (1878) y otras campañas temáticas, como las "Ventas de oportunidad" de febrero ofreciendo precios bajos a cambio de la expectativa de un volumen alto de ventas. La tienda también transmitió sus conciertos de órgano en la estación de radio WOO, propiedad de Wanamaker a partir de 1922. Bajo el liderazgo de James Bayard Woodford, la compañía abrió tiendas de pianos en Filadelfia y Nueva York, que hicieron un gran negocio con un innovador sistema de ventas de precio fijo. Se utilizaron salones con decoración de época para vender los artículos de mayor precio. Wanamaker también intentó vender órganos pequeños construidos por la Austin Organ Company durante un tiempo.

### Lento declive
Después de la muerte de John Wanamaker en 1922, el negocio continuó bajo la propiedad de su familia. Rodman Wanamaker, el hijo de John, mejoró la reputación de las tiendas como centros artísticos y templos de la belleza, ofreciendo productos de lujo importados de todo el mundo. Después de su muerte en 1928, las tiendas (administradas para la familia por un fideicomiso) continuaron prosperando durante un tiempo. El departamento de ropa y accesorios para hombres se expandió a su propia tienda separada en los pisos inferiores del Edificio Lincoln-Liberty, dos puertas más abajo en Chestnut Street, en 1932. Este edificio, que también tenía un apartamento privado para la familia Wanamaker en su planta superior, se vendió al Philadelphia National Bank en 1952; las iniciales "PNB" figuraron en la coronación del edificio hasta noviembre de 2014, a pesar de que el banco ya no existía (PNB fue adquirido por CoreStates, que luego sería adquirido por el First Union, rebautizado a su vez como Wachovia Bank después de ser adquirido por la Wachovia Corporation, y posteriormente adquirido por Wells Fargo). Con el tiempo, Wanamaker acabaría perdiendo su negocio en el mercado de Filadelfia frente a otras cadenas minoristas, como Bloomingdale's y Macy's. El Wanamaker Family Trust finalmente vendió John Wanamaker and Company, con sus tiendas poco patrocinadas, a la cadena Carter Hawley Hale Stores de Los Ángeles (California), por 60 millones de dólares en efectivo en 1978. El nuevo propietario invirtió otros 80 millones de dólares en la renovación de las tiendas, pero fue en vano, y los clientes perdidos en las décadas anteriores ya no regresaron.

### Innovaciones posteriores

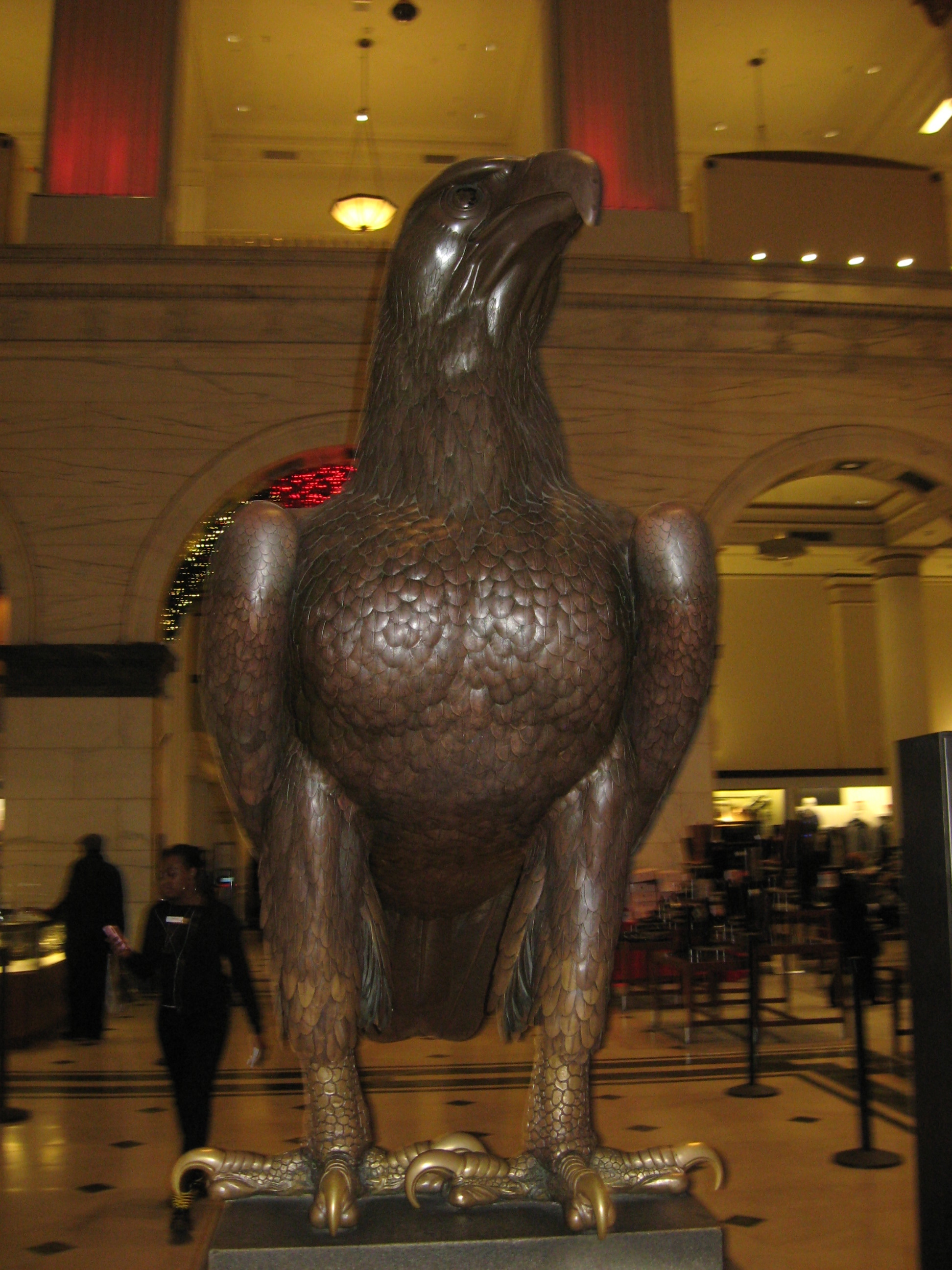
La famosa águila en el Grand Court

Finalmente, en 1986, la cadena entonces de 15 tiendas, se vendió a Woodward & Lothrop, propiedad del magnate de los centros comerciales de Detroit A. Alfred Taubman. Taubman reorganizó el negocio con un nombre corporativo abreviado (Wanamaker's Inc.) e invirtió en renovar las tiendas y en campañas de relaciones públicas. Esto tampoco funcionó, ya que el negocio minorista de Taubman estaba muy endeudado y las ventas combinadas de las tiendas fueron una decepción. Pensando que el solar del edificio Wanamaker era más valioso que el edificio histórico, la tienda insignia de Filadelfia se redujo a sus primeros cinco pisos, el lado de Juniper Street se convirtió en el vestíbulo de un edificio de oficinas para los pisos superiores y la antigua "tienda de la planta baja" se convirtió en un estacionamiento. El restaurante Crystal Tea Room se cerró y finalmente se arrendó a la Corporación Marriott para su uso como salón de baile. Los efectos personales del Sr. Wanamaker, conservados hasta entonces en la oficina del octavo piso, más los archivos de la tienda, fueron donados a la Sociedad Histórica de Pensilvania. Las amadas y enormes pinturas del juicio de Pascua y de la Pasión de Cristo de Mihály Munkácsy (que habían sido las favoritas personales del Sr. Wanamaker, y que se exhibían todos los años en el Gran Atrio durante la Cuaresma, se vendieron sin ceremonia alguna en una subasta.
Woodward & Lothrop entró en bancarrota, solicitando el Capítulo 11 el 17 de enero de 1994, incluyendo las tiendas Wanamaker, que se vendieron a la May Department Stores Company el 21 de junio de 1995. Wanamaker's Inc. se disolvió formalmente y las operaciones se consolidaron con la división Hecht's de May en Arlington, Virginia. Después de 133 años consecutivos, el nombre de Wanamaker fue eliminado de todas las tiendas y reemplazado por Hecht's. En 1997, May adquirió el histórico rival de Wanamaker, Strawbridge & Clothier, y renombró todas las ubicaciones de Hecht en el área de Filadelfia con el nombre de Strawbridge. El Center City Hecht's (temporalmente llamado Strawbridge's) se cerró debido a una larga renovación y remodelación, que redujo el tamaño del antiguo espacio comercial de Wanamaker a tres pisos, y los antiguos pisos de venta en las plantas superiores se subdividieron aún más en espacio dedicado a oficinas comerciales. Esta operación preparó el camino para que en 1997, Lord & Taylor, con sede en Nueva York, otra división de May Department Stores, abriera su almacén en el antiguo buque insignia de Wanamaker en Center City Filadelfia. En agosto de 2006, la tienda se convirtió en Macy's, operada por Macy's East Division de Macy's, Inc., (ahora Macy's Inc.), que adquirió el negocio a May a finales de 2005. La tienda neoyorquina de Wanamaker's en Broadway fue reemplazada por un Kmart en 1996.
El negocio no fue inmune al gran cambio en la venta al por menor de cadenas regionales a cadenas nacionales. La uniformidad de las ofertas de marcas y los ahorros de costos disponibles para las cadenas nacionales trabajaron en contra de la viabilidad de la tienda con personalidad independiente, aunque los clientes generalmente tenían una voz importante en la determinación de las ofertas de la tienda y la magnificencia de su espacio comercial tendía a hacer que estuviera provisto de las mejores ofertas. Otros minoristas también habían aprendido a ofrecer productos con plantillas de personal mucho más reducidas. La capacidad de los minoristas de "volverse nacionales" en oposición a los gustos regionales es todavía un experimento en curso con distintos resultados.
La tienda insignia de Wanamaker, con su famoso órgano y el águila de la Feria Mundial de San Luis, se declaró Hito Histórico Nacional en 1978. Los minoristas continúan obteniendo importantes beneficios monetarios de la elegancia de este incomparable espacio comercial. En 1992, se fundó un grupo sin fines de lucro, Amigos del Órgano Wanamaker, para promover la preservación, restauración y mantenimiento del famoso órgano de tubos.
Como lugar de venta minorista, la tienda insignia de Filadelfia ha demostrado ser bastante rentable para los inquilinos posteriores, como Lord & Taylor y ahora Macy's. Con una larga tradición de desfiles y exhibiciones de fuegos artificiales, Macy's ha asumido un papel cívico destacado en el fomento de las tradiciones históricas de Wanamaker, especialmente con respecto al Órgano Wanamaker y al Espectáculo de Luces Navideño. En 2008, Macy's celebró su 150 aniversario en la tienda insignia de Filadelfia, organizando un concierto en el que intervinieron el órgano Wanamaker y la Orquesta de Filadelfia, y que atrajo al público hasta completar la capacidad del atrio.

### Espectáculo de luces navideñas

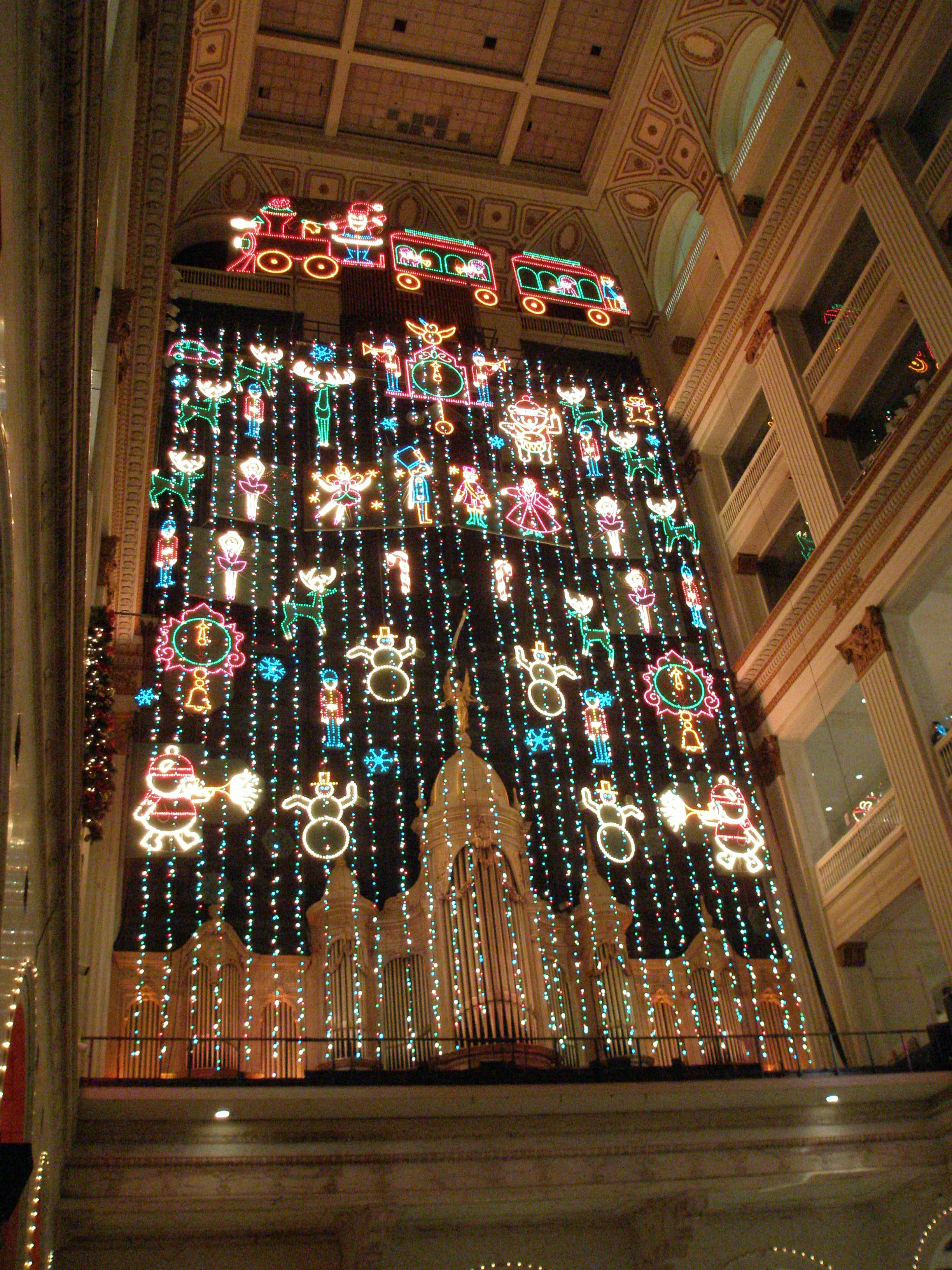
Espectáculo de luces

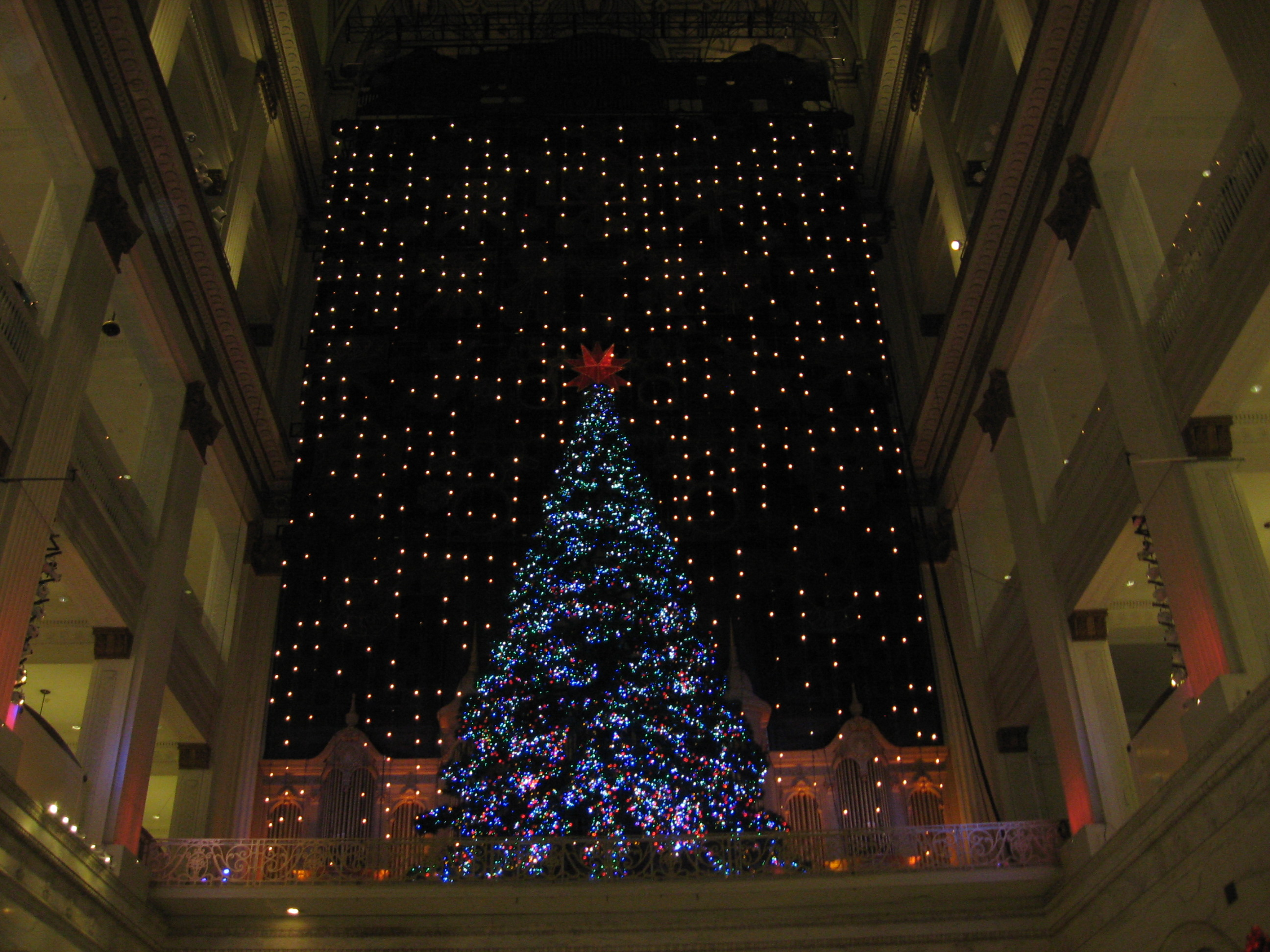
Espectáculo de luces (2013)

En 1956, el Wanamaker's de Filadelfia estrenó un espectáculo de luces navideñas, una gran exhibición musical y de luces parpadeantes de varios pisos de altura, visible desde distintos niveles del edificio, pero con la mejor vista en la planta baja central. Su popularidad entre las familias de la ciudad, así como entre los turistas, aseguró que se mantuviera año tras año, incluso después de que el edificio se vendiera a diferentes propietarios.
Durante décadas, hasta 1994, la "voz" melódica del barítono, o narrador, del programa fue John Facenda, conocido por los habitantes de Filadelfia durante décadas como locutor de noticias por radio y televisión, así como también popular a nivel nacional como la voz de NFL Films. Ed Sabol, de NFL Films, se refirió a Facenda como "La Voz de Dios" (Facenda forma parte del Salón de la Fama del Fútbol Americano Profesional en Canton, Ohio)). Sus alocuciones y su dramática voz de barítono pasaron a ser los aspectos más destacados de los espectáculos, e hicieron mucho para impulsar el ascendente y la mística de Facenda. Varios locutores narraron el programa entre 1995 y 2005, y a partir de 2006, bajo Macy's, la actriz Julie Andrews se convirtió en la narradora del programa. También en 2006, regresó el Tren Expreso de Santa Claus en la parte superior del Grand Court.
En 2007, todo el espectáculo de luces navideñas fue completamente modernizado y reconstruido por Macy's Parade Studio en nuevas armaduras con materiales más livianos e iluminación LED. En 2008, se estrenó un nuevo árbol de Navidad mágico más grande, equipado con luces LED. Sin embargo, debido a preocupaciones de seguridad y problemas logísticos, las fuentes con juegos de agua serían retiradas, y ya no se volvieron a instalar.

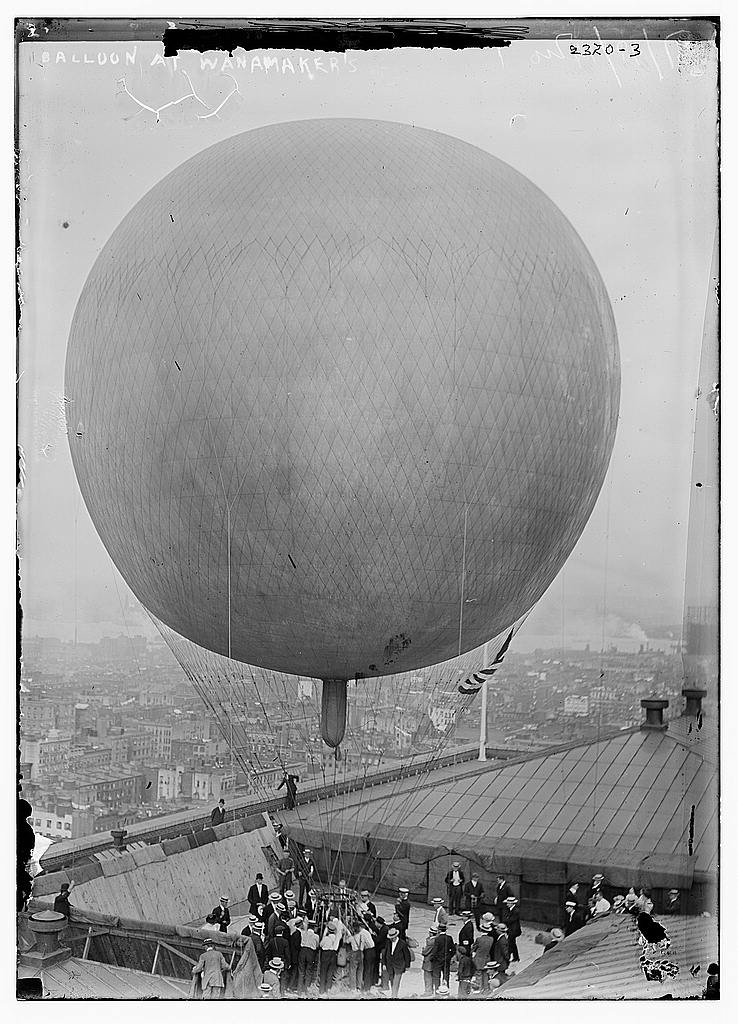
Albert Leo Stevens inicia una ascensión en globo desde el edificio de Wanamaker's en Nueva York en 1911

## Distribución por plantas
- Planta baja: estatua de un águila de metal Durana (similar al bronce), con un peso de 2500 libras (1130 kg), en el Grand Court, realizada por el escultor alemán August Gaul para la Exposición de Luisiana de 1904 y comprada por John Wanamaker. Durante muchas décadas, los habitantes de Filadelfia hablaban de "verse en el águila" para referirse a Wanamaker's.[13]
- Piso 3: auditorio del Salón Egipcio detrás de las oficinas ejecutivas, y también un auditorio del Salón Griego. La arquitectura del Salón Egipcio, en 2008 estaba parcialmente oculta por las Oficinas Ejecutivas y por el Pueblo Navideño de Dickens.
- Piso 8: el departamento de juguetes tenía un monorriel para los niños que viajaba por toda la planta, incluyendo el departamento de cámaras, el departamento del piano y del órgano. El monocarril es una característica del Please Touch Museum de Filadelfia.
- Piso 9: Crystal Tea Room
- Piso 10: médico interno y enfermeras
- Piso 12: Taller del Órgano Wanamaker, donde personal experto amplió el instrumento
- Subsuelo: la tienda de la planta baja, la oficina de correos, objetos perdidos, reparación de calzado, y el restaurante Dairy. Esta zona se convirtió en garaje de estacionamiento.
- Estación de radiodifusión
- Piso modelo en la planta de los muebles
- Hogar del Órgano Wanamaker, el mayor del mundo en funcionamiento.

### Salón de Té de Cristal

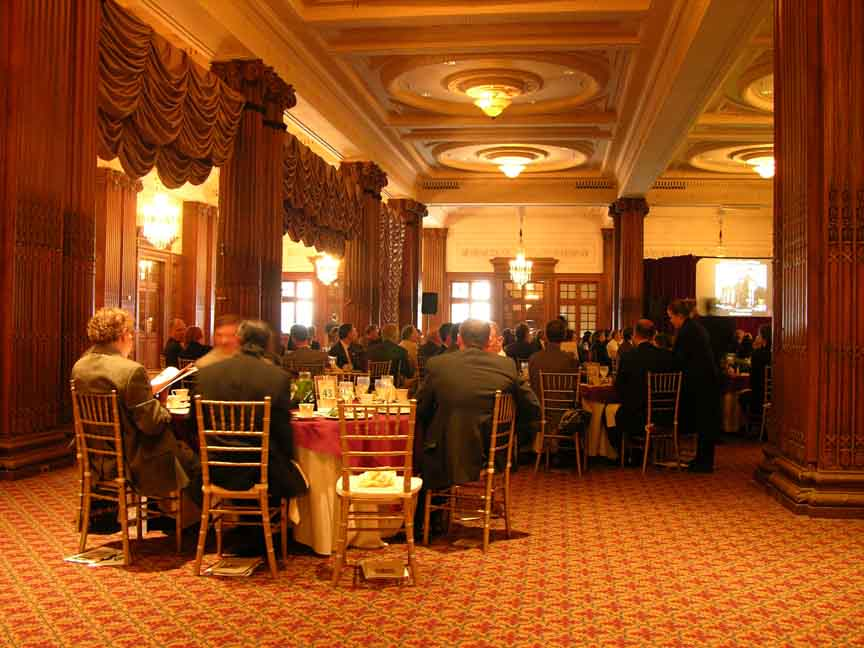
El Salón de Té de Cristal

Wanamaker's también albergaba el restaurante Crystal Tea Room en el noveno piso, que cerró al público en 1995 para ser restaurado como un salón de banquetes privado, con capacidad para recepciones de hasta 1000 personas sentadas. Una guía de Wanamaker de la década de 1920 afirma que el Crystal Tea Room era el comedor más grande de Filadelfia y uno de los más grandes del mundo. En alguna ocasión se atendió a 1400 personas a la vez. Se servía desayuno por la mañana, el almuerzo y la merienda a la hora del té. Los grandes hornos de la cocina podían asar 75 pavos a la vez y la instalación estaba equipada con taquillas y baños para los empleados. En reconocimiento a la promoción de John Wanamaker de las causas de la templanza, no se sirvió alcohol en el salón de té hasta que el fideicomiso familiar vendió la tienda. A partir de entonces, se admitió el atuendo informal en el salón de té.
También hay un café con balcón, Terrace on the Court, en la tercera planta frente al Grand Court, desde donde los compradores podían escuchar el órgano mientras cenaban. Macy's cerró este restaurante en 2008.

## En la cultura popular
- Escenas de la película de 1981 Blow Out fueron filmadas junto a Wanamaker.[15]
- Gran parte de la película de 1987 Mannequin se filmó en Wanamaker's,[16][17] al igual que la secuela de 1991, Mannequin Two: On the Move.[18]

## Lecturas relacionadas
- Arceneaux, Noah. "Wanamaker's Department Store and the Origins of Electronic Media, 1910-1922." Technology and culture' 51.4 (2010): 809-828 online.
- Arrigale, Lawrence M., and Thomas H. Keels. Philadelphia's Golden Age of Retail (Arcadia Publishing, 2012).
- Ershkowitz, Herbert. John Wanamaker: Philadelphia Merchant (Signpost Biographies-Da Capo Press, 1999)
- Kirk, Nicole C. Wanamaker's Temple: The Business of Religion in an Iconic Department Store (NYU Press, 2018).
- Robert Sobel The Entrepreneurs: Explorations Within the American Business Tradition (Weybright & Talley 1974), chapter 3, John Wanamaker: The Triumph of Content Over Form ISBN 0-679-40064-8
- Wanamaker's: Meet Me at the Eagle. The History Press. 2010. ISBN 978-1-62619-068-9.